# بوبا سميث
بوبا سميث (بالإنجليزية: Bubba Smith)‏ (و. 1945 – 2011 م) هو ممثل تلفزي، وممثل أفلام، ولاعب كرة قدم أمريكية، وممثل، من الولايات المتحدة، ولد في بومونت، مركز لعبه هو طرف دفاعي ‏، توفي في لوس أنجلوس، عن عمر يناهز 66 عاماً، بسبب جرعة زائدة.

## النشأة
ولد سميث في 28 فبراير 1945 في أورانج، تكساس، لأبوين ويلي راي سميث الأب وجورجيا أورياثا كيرل سميث، ونشأ في مكان قريب بومونت. كان والده، ويلي راي سميث الأب، مدربًا لكرة القدم وحقق 235 انتصارًا في ثلاث مدارس ثانوية في منطقة بومونت. أتيحت الفرصة لبوبا للعب مع والده في مدرسة تشارلتون بولارد الثانوية في بومونت. لقد تطور ليصبح واحدًا من أفضل لاعبي كرة القدم في المدرسة الثانوية على الإطلاق في الولاية. لعب شقيق سميث الأصغر، تودي سميث، بشكل جماعي في جامعة جنوب كاليفورنيا، ومهنيًا لفريق دالاس كاوبويز، وهيوستن أويلرز، وبافالو بيلز.

## التعليم
تعلم في جامعة ولاية ميشيغان.

## وصلات خارجية
- بوبا سميث على موقع مرجع كرة القدم المحترفة.كوم (الإنجليزية)

- بوبا سميث على موقع IMDb (الإنجليزية)
- بوبا سميث على موقع روتن توميتوز (الإنجليزية)
- بوبا سميث على موقع ألو سيني (الفرنسية)
- بوبا سميث على موقع أول موفي (الإنجليزية)
- بوبا سميث على موقع قاعدة بيانات الأفلام السويدية (السويدية)
- بوبا سميث على موقع إن إن دي بي (الإنجليزية)
- بوبا سميث على موقع قاعدة بيانات الفيلم (الإنجليزية)
- بوبا سميث على موقع كينوبويسك (الروسية)